# Orgona (növénynemzetség)
Az orgona (Syringa) az olajfafélék családjába tartozó növénynemzetség. A nemzetségbe tartozó fajok száma 20-25 között van. Főleg Ázsiában és Délkelet-Európában honosak. A közönséges orgona (vagy májusi orgona) gyakran ültetett dísznövény, magányosan vagy csoportba ültetve mutatós. Ugyanakkor több más faj is bír kertészeti jelentőséggel, az alacsony növésűek (pl. szeldeltlevelű orgona, törpe orgona, kislevelű orgona) 1–1,5 m magasra nőnek, jelképes sövénynek alkalmasak.

## Leírás
Cserjék vagy kis fák. Leveleik keresztben átellenesek, egyszerűek, egyes fajoknak kisebb-nagyobb mértékben tagoltak, de általában tagolatlanok. A virágzat buga, a virágok hímnősek. Termésük kétrekeszű tok.

## Fajok
- Syringa afghanica
- Syringa emodi – himalájai orgona[2]
- Syringa josikaea – Jósika-orgona
- Syringa komarowii (syn. S. reflexa) – turkesztáni orgona,[2] Komarov-orgona[2]
- Syringa mairei
- Syringa meyeri – törpe orgona[2]
- Syringa oblata – kereklevelű orgona[2]
- Syringa pinetorum – koreai orgona[2]
- Syringa pinnatifolia
- Syringa protolaciniata
- Syringa pubescens
  - Syringa pubescens subsp. julianae (syn. S. julianae) – Júlia-orgona[2]
  - Syringa pubescens subsp. microphylla (syn. S. microphylla) – kislevelű orgona
  - Syringa pubescens subsp. patula (syn. S. patula) – alacsony orgona,[2] bársonyos orgona[2]
  - Syringa pubescens subsp. pubescens
  - Syringa pubescens var. potanini (syn. S. potanini)[3] – Potanin-orgona[2]
- Syringa reticulata
  - Syringa reticulata subsp. amurensis (syn. S. amurensis, S. r. var. mandschurica)[4] – amuri orgona[2]
  - Syringa reticulata subsp. pekinensis (syn. S. pekinensis)[5] – pekingi orgona[2]
  - Syringa reticulata subsp. reticulata – japán orgona[2]
- Syringa spontanea
- Syringa sweginzowii – hegyeslevelű orgona[2]
- Syringa tibetica – tibeti orgona[m 1]
- Syringa tomentella – gyapjas orgona,[2] – molyhos orgona[2]
- Syringa villosa – bozontos orgona[2]
- Syringa vulgaris – közönséges orgona
- Syringa wardii
- Syringa wolfii – mandzsu orgona[2]
- Syringa yunnanensis – jünnani orgona[2]

### Hibridek
- Syringa × chinensis (S. vulgaris  × S. persica) – francia orgona (kínai orgona)
- Syringa × diversifolia (S. oblata × S. pinnatifolia)
- Syringa × henryi (S. josikaea × S. villosa) – lazabugájú orgona[2]
- Syringa × hyacinthiflora (S. oblata × S. vulgaris)
- Syringa × josiflexa (S. josikaea × S. komarowii)
- Syringa × laciniata (S. protolaciniata × S. vulgaris)  – szeldeltlevelű orgona[2]
- Syringa × persica (S. protolaciniata × unknown) – perzsa orgona[2]
- Syringa × prestoniae (S. komarowii × S. villosa) – szöszös orgona[2]
- Syringa × swegiflexa (S. komarowii × S. sweginzowii)